# Werner Mölders
Werner Mölders (Gelsenkirchen, 18 de marzo de 1913 - Breslau, 22 de noviembre de 1941) fue un piloto de combate alemán de la Luftwaffe durante la Segunda Guerra Mundial y el mejor aviador alemán que combatió en la guerra civil española. Mölders es considerado un as de la aviación porque fue el primer piloto de combate en reclamar el derribo de cien aviones enemigos, hazañas por las que fue condecorado numerosas veces. Además, desempeñó un papel decisivo en el desarrollo de nuevas tácticas de combate aéreo que desembocaron en la creación de la formación en cuña de cuatro. Murió en 1941, con tan solo veintiocho años, en el accidente de un avión del que era pasajero. 
Mölders se alistó en la Luftwaffe en 1934 con veintiún años. En 1938 se presentó voluntario para servir en la Legión Cóndor, la fuerza aérea alemana que intervino en la guerra civil española en apoyo de los sublevados del general Francisco Franco, conflicto en el que derribó quince aviones enemigos. En la Segunda Guerra Mundial combatió en la batalla de Francia y en la batalla de Inglaterra, en las que murieron dos compañeros de su ala de combate, pero consiguió derribar 53 aparatos. Cuando su cuenta personal sumaba 68 derribos, Mölders y su unidad, el Jagdgeschwader 51 (JG 51), fueron trasladados al frente oriental en junio de 1941 para participar en la operación Barbarroja. El 22 de junio, primer día de la invasión de la Unión Soviética, Mölders acabó con cuatro aparatos enemigos y una semana después había sobrepasado el registro de ochenta derribos de Manfred von Richthofen, «El Barón Rojo». A mediados de julio contaba cien victorias en el transcurso de la Segunda Guerra Mundial.
Retirado de primera línea por motivos de propaganda, a la edad de veintiocho años fue ascendido a oberst (coronel) y nombrado inspector general de Cazas de Combate. Se encontraba inspeccionando las unidades de la Luftwaffe en Crimea cuando se le ordenó regresar a Berlín para asistir al funeral de Ernst Udet, as de la aviación durante la Primera Guerra Mundial. Durante el viaje a la capital alemana, el avión Heinkel He 111 en el que volaba como pasajero se topó con una fuerte tormenta e intentando aterrizar se estrelló en Breslau, provocando la muerte de Mölders y otras dos personas.
Tanto la Wehrmacht del Tercer Reich como el Bundeswehr de la República Federal de Alemania honraron al destacado aviador, dando su nombre a sendas alas de cazas de combate, a un destructor y a varios cuarteles. Sin embargo, en 1998 el Parlamento Federal Alemán decidió que los miembros de la Legión Cóndor como Mölders «ya no debían ser honrados» y, por ello, en 2005, el Ministerio de Defensa del país retiró el nombre «Mölders» del ala de caza que todavía lo llevaba.

## Infancia y educación
Mölders nació el 18 de marzo de 1913 en Gelsenkirchen (Westfalia), hijo del matrimonio formado por el maestro Viktor Mölders y Annemarie Riedel. Werner tenía dos hermanos mayores, Annemarie y Hans, y un hermano pequeño, Viktor. Su padre, teniente en la reserva del 145.º Regimiento de Infantería del Rey, murió en combate el 2 de marzo de 1915 en el bosque de Argonne (Francia) durante la Primera Guerra Mundial. Tras esta pérdida, la madre decidió trasladarse con sus hijos a la casa de sus padres en la ciudad de Brandeburgo.
En Brandeburgo, Werner encontró una figura paternal en el capellán Erich Klawitter, quien le inculcó profundas creencias religiosas. Entre 1919 y 1931, Mölders asistió a la enseñanza primaria y secundaria (Gymnasium) y durante estos años descubrió su afición por los deportes acuáticos, especialmente por el remo. Formó parte de dos clubes de remo, primero el Saldria-Brandenburg y después el Brandenburger Ruderclub y tuvo cierto éxito como remero en varias regatas. También perteneció a la Bund Neudeutschland in der katholischen Jugendbewegung, una organización de jóvenes católicos. Mölders terminó la educación secundaria en 1931 con el Abitur (examen final de bachillerato) y entonces expresó su deseo de hacerse oficial de las fuerzas armadas alemanas.

## Inicios de su carrera militar
Mölders entró el 1 de abril de 1931 como cadete en el regimiento de infantería II./2 del Reichswehr en Allenstein, Prusia Oriental. Alcanzó el rango de Fahnenjunker-Gefreiter el 1 de octubre de 1931 y el de Fahnenjunker-Unteroffizier el 1 de abril de 1932. Tras completar su formación militar básica en octubre de 1932, ingresó en la Escuela Militar de Dresde. El 1 de junio de 1933 finalizó con éxito su entrenamiento en Dresde y ascendió a alférez. Fue destinado en esta ocasión al 1.er Batallón Prusiano de Zapadores (2.º Regimiento de Infantería) en la Escuela de Zapadores de Múnich. Durante estos años de formación militar, Mölders hizo el primer intento de cumplir su sueño de volar y se presentó voluntario para la formación de piloto, pero lo declararon no apto. Lo intentó de nuevo y consiguió que le concedieran un permiso condicional (bedingt tauglich, es decir, ‘con limitaciones’) para comenzar el entrenamiento de vuelo.
Tras su ascenso a Oberfähnrich el 1 de febrero de 1934, Mölders comenzó el entrenamiento de piloto en la Deutsche Verkehrsfliegerschule (Escuela de Vuelo Alemana) en Cottbus, el cual duró desde el 6 de febrero al 31 de diciembre de 1934. El 1 de marzo de 1934 había sido ascendido a teniente y asignado a la recién creada Luftwaffe (Fuerza Aérea). Al principio de su formación como piloto de guerra, Werner sufrió continuas náuseas y vómitos, pero logró  reponerse y acabar el curso como el mejor de su clase. La siguiente fase de su formación como aviador duró del 1 de enero al 30 de junio de 1935 en la escuela de aviación de combate en Tutow y en la Jagdfliegerschule (Escuela de Pilotos de Caza) en Schleißheim, cerca de Múnich. El 21 de mayo de 1935, Mölders fue galardonado con la nueva Insignia de Piloto de la Luftwaffe.
El 1 de julio de 1935, el teniente Mölders fue asignado a la Fliegergruppe Schwerin (I./JG 162 «Immelmann»). El 7 de marzo de 1937, durante la crisis de Renania, Mölders y su escuadrón (Staffel) volaron desde Lippstadt a través de la Región del Ruhr y su unidad fue la primera en aterrizar en Düsseldorf. En esta época, Mölders conoció a Luise Baldauf, con quien contraería matrimonio unos años después, poco antes de su muerte. El 20 de abril de 1936, cumpleaños de Adolf Hitler, se concedieron muchos ascensos y Mölders consiguió el rango de Oberleutnant, efectivo desde el 1 de abril de 1936. Al mismo tiempo, se convirtió en comandante del escuadrón de entrenamiento de cazas del 2.º Grupo del Jagdgeschwader 134 «Horst Wessel», un grupo que estaba comandado por el mayor Theo Osterkamp, quien llegaría a ser uno de los primeros mentores de Mölders. El 15 de marzo de 1937, Mölders fue designado jefe de escuadrón (Staffelkapitän) del 1.er Escuadrón del Jagdgeschwader 334 y trabajó como instructor de vuelo en Wiesbaden.

## Guerra civil española

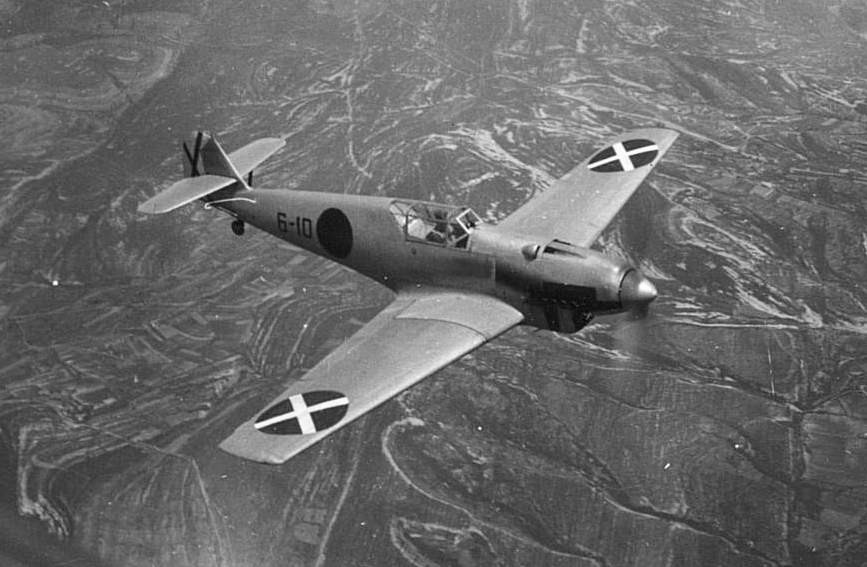
Messerschmitt Bf 109 durante la guerra civil española. Mölders pilotó este modelo de caza.

En 1936 la Alemania nazi envió una fuerza aérea, la Legión Cóndor, en apoyo de los sublevados de Francisco Franco en la guerra civil española. Mölders se presentó voluntario y llegó a Cádiz en barco el 14 de abril de 1938. Fue asignado al 3.er Escuadrón del Jagdgruppe 88 (J 88), comandado por Adolf Galland. Esta unidad, que estaba estacionada en el frente del Ebro y Valencia, contaba al principio con cazas Heinkel He 51 y más tarde con Messerschmitt Bf 109. Mölders asumió el mando del escuadrón el 24 de mayo de 1938, cuando Galland regresó a Alemania. Reclamó su primer derribo, un caza soviético Polikarpov I-15 Chato (Curtiss para los alemanes) cerca de Algar, Cádiz, el 15 de julio de 1938. En lo que quedaba de aquel año, Mölders se convirtió en el mejor as de la Legión Cóndor gracias al derribo de quince aviones enemigos: dos I-15 Curtiss, doce I-16 Rata y un Túpolev SB (el derribo de otro Rata el 23 de septiembre de 1938 no fue confirmado).
En reconocimiento a su excepcional desempeño como comandante y piloto, el 18 de octubre de 1938 Mölders fue ascendido a Hauptmann (capitán), rango efectivo desde el día 1 de octubre. Reclamó su decimocuarta y última victoria aérea en este conflicto el 3 de noviembre de 1938 con el derribo de un Polikarpov I-16 Rata y regresó a Alemania el 5 de diciembre de 1938. Desde el 6 de diciembre de 1938 hasta marzo de 1939, Mölders fue miembro del 1.er Grupo del Jagdgeschwader 133 (JG 133) y formó parte del personal del Inspector de Cazas de Combate del Reichsluftfahrtministerium, el Ministerio del Aire del Reich alemán, en Berlín. Su tarea consistía en supervisar nuevas tácticas de los pilotos de cazas. En marzo de 1939 recibió el puesto de Staffelkapitän del 1./JG 133 en sustitución del Oberleutnant Hubertus von Bonin. El JG 133 fue después renombrado Jagdgeschwader 53 Pik As (As de Picas).
Por sus logros en España, Mölders fue honrado por el régimen franquista con la Medalla de la Campaña y con la Medalla Militar el 4 de mayo de 1939 y con la Cruz española de Oro, Espadas y Diamantes (Spanienkreuz in Gold mit Schwertern und Brillanten) el 6 de junio de 1939. La Legión Cóndor regresó oficialmente a Alemania el 6 de junio de 1939 y sus componentes desfilaron a través de Berlín hasta el parque Lustgarten, donde se rindió homenaje a los caídos. En la Galería de Mármol de la nueva Cancillería del Reich se celebró un banquete de Estado formal para los soldados más condecorados y Mölders se sentó en la mesa 1 junto al general del aire Hugo Sperrle, los generales españoles Antonio Aranda Mata y Gonzalo Queipo de Llano, el Oberst Walter Warlimont, el Oberstleutnant Hans von Donat, el Leutnant Reinhard Seiler y el Oberfeldwebel Ignatz Prestele.

### Innovaciones tácticas

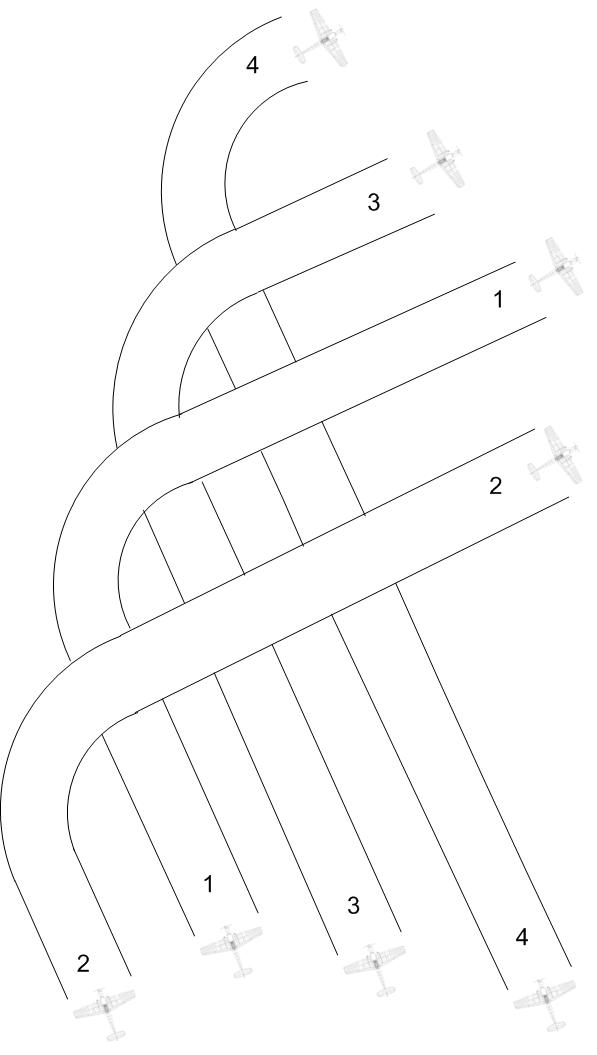
Formación Schwarm y viraje cruzado. Para virar 90 grados, el avión exterior ganaba altura y viraba por encima del más próximo. Los demás le seguían sucesivamente adoptando el nuevo rumbo sin romper la formación.

Junto con otros aviadores en España, Mölders desarrolló la formación de combate Schwarm, conocida como finger-four por los británicos y también llamada formación en V asimétrica o en cuña de cuatro. Esta formación mejoraba todos los aspectos del campo de visión y la flexibilidad en combate de una escuadrilla de cazas, además de aumentar la capacidad de protección mutua y alentar la iniciativa del piloto. En esta formación, los aviones asumen las posiciones que corresponden a las yemas de los dedos de una mano abierta. Los cazas volaban en parejas (Rotten) y dos parejas componían una escuadrilla (Schwarm).
A menudo se le atribuye a Mölders la invención del viraje cruzado. En un manual de entrenamiento de 1922 de la Royal Air Force británica ya aparecía una primera versión de esta maniobra, llevada a cabo por cinco aeronaves en formación en V. Sin embargo, había caído en desuso por la dificultad de su ejecución por parte de varios cazas con la distancia de menos de 30 metros entre aviones a la que solían volar. La amplia separación lateral de 550 m introducida por el J 88 alemán necesitaba esta maniobra de giro para permitir a las escuadrillas virar como una unidad y además minimizaba el riesgo de chocar en pleno vuelo que antes existía.

## Segunda Guerra Mundial

### Guerra de broma
Al estallido de la Segunda Guerra Mundial el 1 de septiembre de 1939, el Staffel de Mölders estaba estacionado protegiendo la frontera alemana en la región de Mosela-Sarre-Palatinado. El 8 de septiembre el caza de Mölders sufrió un fallo de motor y se estrelló al aterrizar, dando una voltereta al caer y provocando lesiones en la espalda al piloto, accidente que le mantuvo fuera de combate durante varios días. Volvió a ponerse a los mandos de un avión el 19 de septiembre y al día siguiente, entre las localidades de Contz y Sierck, en el eje de la Dreiländereck, sobre el Punto de los Tres Países, Werner Mölders derribó su primer avión en la Segunda Guerra Mundial, un Curtiss P-36 del Groupe de Chasse II/5 francés, cuyo piloto, el sargento Queginer, fue rescatado. Gracias a esta victoria, obtuvo la Cruz de Hierro de 2.ª Clase. Así recordó su primera victoria en esta guerra:

Me separé de mi Schwarm [escuadrón] a las 14:27 para interceptar seis monoplanos enemigos que se habían avistado sobre Tréveris. Mientras el Schwarm sobrevolaba el río Sarre cerca de Merzig a 4500 metros, fueron avistados seis aviones al sur de Contz a 5000 m. Ascendí sobre el enemigo trazando una amplia curva hacia el norte y efectué un ataque sorpresa contra el aparato más retrasado. Abrí fuego desde unos 50 m, tras lo que el Curtiss comenzó a colear. Después de dispararle otra larga ráfaga, el avión empezó a expulsar humo y salieron disparados algunos trozos. Luego comenzó a caer en picado y lo perdí de vista, pues tuve que defenderme de otros oponentes que acababan de hacer acto de presencia.

El 26 de septiembre de 1939, el JG 53 recibió la orden de formar su III. Gruppe. Mölders renunció a ser el comandante del 1./JG 53 en favor del Oberleutnant Hans-Karl Mayer y organizó la creación del III./JG 53 en Wiesbaden-Erbenheim. Dos semanas después, el Gruppenkommandeur Mölders informó de que el Gruppe estaba en condiciones operativas con 40 pilotos y 48 aviones.

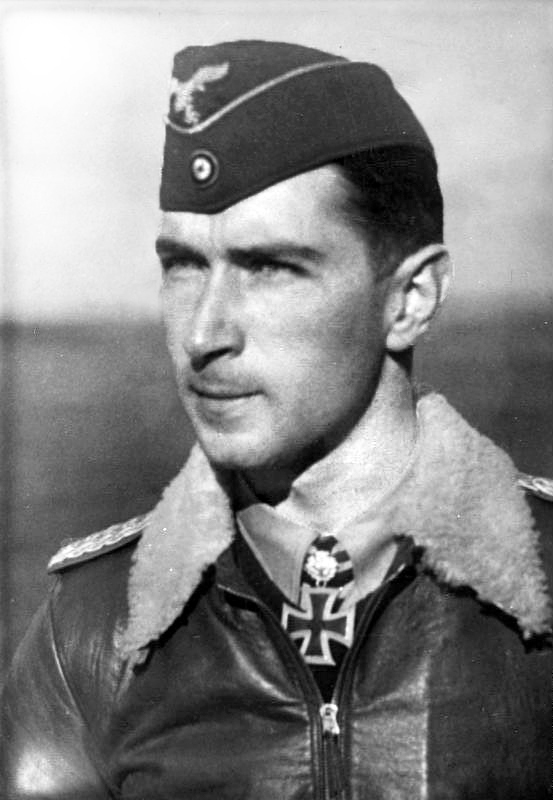
Werner Mölders en 1940.

El 22 de diciembre, Mölders lideró cuatro cazas Bf 109 del III./JG 53 que se enfrentaron a tres Hawker Hurricane sobre el río Sarre, entre Metz y Thionville, los cuales trataban de interceptar a una aeronave sin identificar. Mölders y Hans von Hahn derribaron dos Hawker pilotados por los sargentos R. M. Perry y J. Winn y se convirtieron así en los primeros aviadores alemanes que acababan con cazas Hurricane. Mölders derribó otro Hurricane el 2 de abril, pilotado por el teniente C. D. «Pussy» Palmer del 1° Escuadrón de la Royal Air Force británica, y el 20 de abril destruyó un Curtiss P-36 Hawk (H-75A) francés al este de Sarrebruck.

### Batalla de Francia
Para cuando la «Guerra de broma» llegó a su fin y la operación Fall Gelb puso en marcha la invasión de Francia y Países Bajos el 10 de mayo, las victorias aéreas de Mölders en el frente occidental ya ascendían a nueve. Este número incluía un Bristol Blenheim, dos Curtiss P-36 Hawks, dos Morane-Saulnier MS.406 y cuatro Hawker Hurricane. El 14 de mayo, mientras atacaba aviones bombarderos enemigos en los cielos de Sedán, Mölders fue derribado, pero pudo saltar en paracaídas y salvar la vida. Reclamó sus derribos diecinueve y veinte el 27 de mayo de 1940, ambos cazas Curtiss Hawk a 15 km al suroeste de Amiens. Gracias a ello, se convirtió en el primer piloto de guerra en ser galardonado con la Cruz de Caballero de la Cruz de Hierro (Ritterkreuz des Eisernen Kreuzes) y el 29 de mayo fue mencionado honrosamente en el informe radiofónico del Wehrmachtbericht, primera de once veces, algo que era un gran honor para cualquier militar alemán.
El 5 de junio de 1940, en su 133.ª misión en la guerra y entrando en combate contra aviones enemigos por 32.ª ocasión, Mölders fue derribado cerca de Compiègne hacia las 18:40 por el subteniente René Pomier Layrargues, que pilotaba un caza Dewoitine D.520 del Ejército del Aire francés. Mölders fue hecho prisionero por los franceses, pero fue liberado tres semanas después tras el armisticio con Francia. Siendo prisionero de guerra, Mölders solicitó estrechar la mano del piloto que lo había derribado, pero le dijeron que Pomier Layrargues había muerto en combate solo media hora después de su encuentro. Su cautiverio francés fue muy duro, pues había sufrido quemaduras en el rostro y además le robaron su Cruz de Caballero. Un oficial francés, el capitán Giron, intervino y se aseguró de que se daba un trato justo al prisionero alemán, además de devolverle su preciada cruz. Cuando tiempo después un soldado francés fue condenado a muerte por golpear a Mölders, el piloto alemán se puso en contacto con Hermann Göring, ministro de Aviación del Reich, para pedirle clemencia y este se la concedió.

### Batalla de Inglaterra

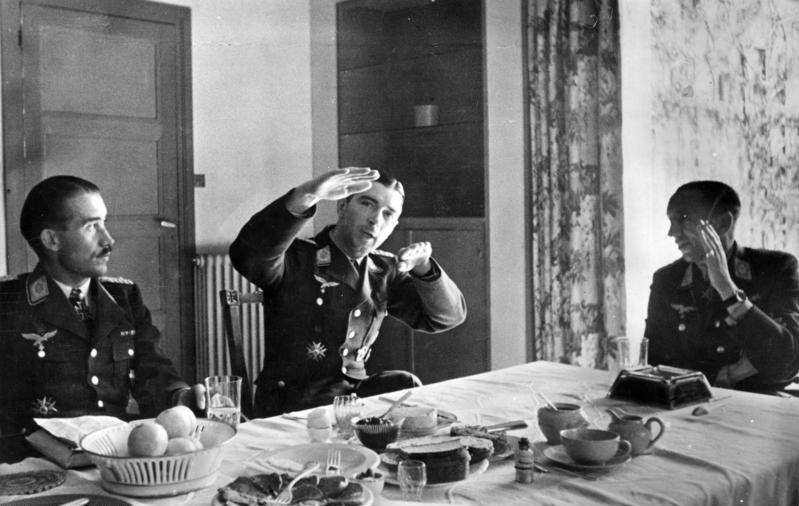
Fiesta de cumpleaños de Theo Osterkamp el 15 de abril de 1941 en Le Touquet, norte de Francia. De izquierda a derecha: Adolf Galland, Werner Mölders y Theo Osterkamp. Mölders está describiendo un combate aéreo.

De regreso a Alemania, el 19 de julio de 1940, Mölders fue ascendido a mayor y al día siguiente tomó el mando del Jagdgeschwader 51 (JG 51) en sustitución del recientemente ascendido Generalmajor Theo Osterkamp. En esas fechas el JG 51 estaba desplegado en Saint-Inglevert, Paso de Calais, Francia. En su primera salida de combate con el JG 51, el día 28 de julio, Mölders atacó a un caza Supermarine Spitfire del Escuadrón N.º 41 de la RAF pilotado por A. D. J. Lovell. En esta misión, y según la leyenda, Mölders recibió impactos en un combate aéreo sobre Dover por el as sudafricano Adolph Malan y resultó herido por tres fragmentos de metralla en una pierna, una rodilla y en su pie izquierdo. El Oberleutnant Richard Leppla derribó a un Spitfire que perseguía a Mölders y este fue capaz de realizar un aterrizaje de emergencia en Wissant, Francia. Investigaciones recientes sugieren que en realidad Mölders fue herido en combate por el teniente John Terence «Terry» Webster, a los mandos de un Spitfire del Escuadrón N.º 41. Webster murió en combate el 5 de septiembre de 1940. Las heridas de Mölders, aunque no fueron graves, le mantuvieron alejado de la lucha durante un mes. El Generalmajor Osterkamp lideró por breve tiempo el Geschwader durante la convalecencia de Mölders, quien regresó al frente el 7 de agosto de 1940, sin autorización médica, para participar en la operación Adlertag, que pretendía acabar con la resistencia de la RAF. El 1 de agosto Adolf Hitler había revelado que el objetivo estratégico era enfrentarse y derrotar a la aviación británica para lograr la necesaria superioridad aérea en preparación de la Operación León Marino, la propuesta de desembarco anfibio para la invasión de Gran Bretaña.
El 28 de agosto de 1940 Mölders recuperó el permiso oficial para realizar vuelos operativos y ese mismo día despegó para realizar sus dos siguientes misiones de combate. Su ayudante y compañero de ala, el Oberleutnant Kircheis, fue derribado y hecho prisionero en una de estas salidas; el Oberleutnant Georg Claus lo sustituyó. Mölders reclamó victorias sobre dos Hurricane el 31 de agosto y por ello lo volvieron a mencionar en el Wehrmachtbericht. El Oberleutnant Victor Mölders, hermano pequeño de Werner, que había sido nombrado Staffelkapitän del 2./JG 51 el día 11 de septiembre, fue derribado por Archie McKellar y hecho prisionero de guerra el 7 de octubre de 1940. Antes, el 20 de septiembre, Werner se había anotado sendas victorias sobre dos Spitfire del Escuadrón N.º 92 de la RAF —cuyos dos pilotos murieron— en los cielos de Dungeness, con lo que su número de derribos totales en la guerra ascendía a 40. Fue el primer piloto que alcanzó ese número y por ello lo galardonaron el 21 de septiembre con su segunda Cruz de Caballero de la Cruz de Hierro con Hojas de Roble (Ritterkreuz des Eisernen Kreuzes mit Eichenlaub), insignia que le entregó Adolf Hitler en persona dos días después en la Cancillería del Reich. Tras esta ceremonia, Hermann Göring invitó a Mölders a su pabellón de caza en el bosque de Rominter.

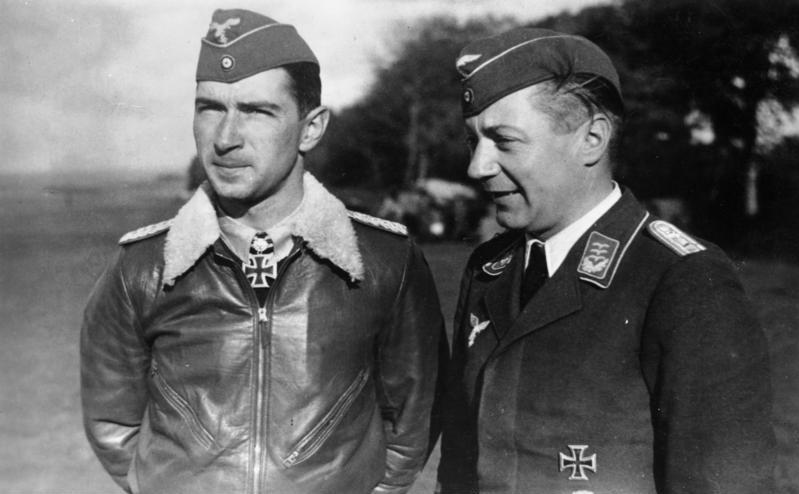
Mölders con Arthur Laumann en septiembre de 1940.

Mölders regresó al frente a finales de septiembre y siguió sumando victorias contra cazas enemigos. El 11 de octubre reclamó su derribo 43, un Spitfire del Escuadrón N.º 66 que pilotaba J. H. T. Pickering, quien pudo abandonar su aparato a tiempo y aterrizó herido en Canterbury. El 12 de octubre tres Hurricane abatidos hicieron ascender la cuenta del piloto germano a 51 victorias, lo que mereció su ascenso preferencial a Oberstleutnant el 25 de octubre de 1940 por su medio centenar de derribos. Mientras una fuerte gripe le mantuvo alejado del frente durante varias semanas, su compañero de ala en más de sesenta misiones, Georg Claus, fue derribado sobre el río Támesis y murió. El 1 de diciembre Mölders reclamó su 55.ª victoria, la última del año 1940, veinticinco de las cuales las obtuvo en la batalla de Francia y treinta en la batalla de Inglaterra.
Werner Mölders y otros componentes del JG 53 estuvieron descansando en la nieve un par de semanas en Vorarlberg antes de reincorporarse al frente en su lucha contra la RAF en los cielos del Canal de la Mancha y del norte de Francia. Su nuevo compañero de ala desde enero de 1941 fue el Oberleutnant Hartmann Grasser. Mölders se anotó su primera victoria aérea tras las vacaciones el día 10 de febrero; el 26 de febrero su cuenta ya era de 60 derribos, y cuando su Geschwader fue retirado del frente del canal llevaba 68 aviones abatidos. Su cuaderno de bitácora tenía anotadas 238 misiones de combate y otras 71 de reconocimiento, además se había enfrentado a aviones enemigos en 70 ocasiones.

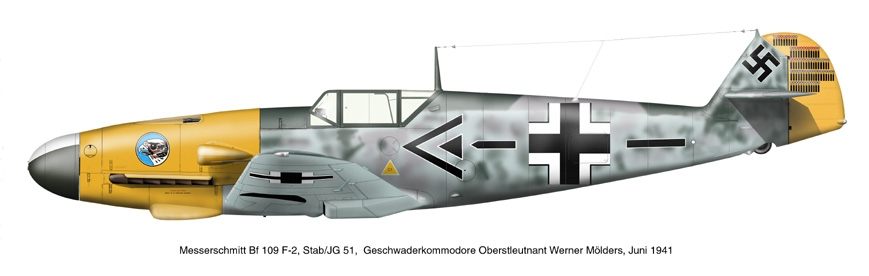
El caza Messerschmitt Bf 109 F-2, Stab/JG 51 del Geschwaderkommodore Oberstleutnant Werner Mölders, junio de 1941.

### Frente oriental

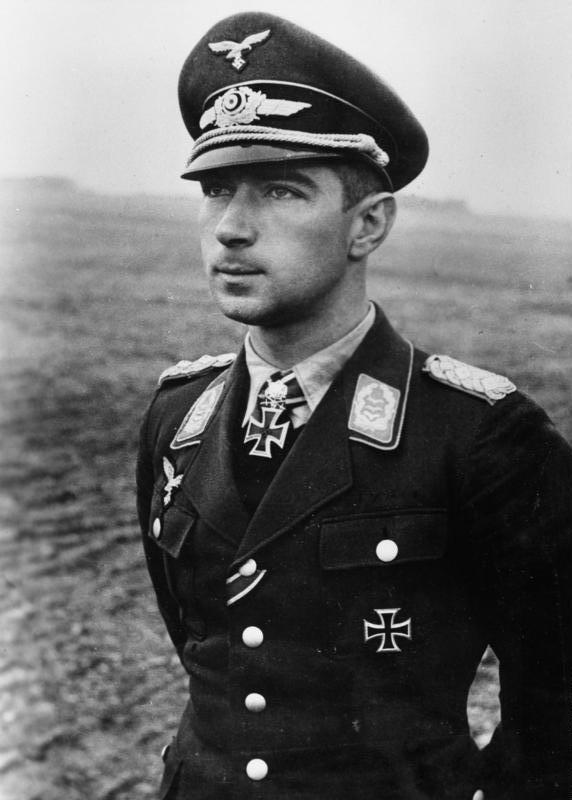
Oberst Werner Mölders en 1941.

En junio de 1941, el JG 51 y la mayor parte de unidades de la Luftwaffe fueron transferidas al Frente Oriental en preparación de la operación Barbarroja, la invasión de la Unión Soviética. En el primer día de operaciones de combate, el 22 de junio, Mölders derribó tres bombarderos Túpolev SB y un Curtiss P-36 Hawk, hazaña por la que fue condecorado con la Cruz de Caballero de la Cruz de Hierro con Hojas de Roble y Espadas (Ritterkreuz des Eisernen Kreuzes mit Eichenlaub und Schwertern). Se convertía así en el segundo aviador alemán en recibir esta prestigiosa medalla, pues el primero fue el Comodoro de Escuadrón de Cazas Adolf Galland, del Jagdgeschwader 26 «Schlageter» (JG 26), a quien se la concedieron el día antes. La cruz le fue entregada por el Führer en persona en la Guarida del Lobo en Rastenburg, uno de sus cuarteles generales. Ya el 30 de junio, Mölders había pasado a ser el piloto de guerra más exitoso de toda la historia gracias al derribo de cinco bombarderos soviéticos, lo que hizo ascender su cuenta particular a 82 victorias, dos más que el récord que había marcado en la Primera Guerra Mundial el mítico Manfred von Richthofen, más conocido como «El Barón Rojo».
El 12 de julio de 1941, el JG 51 que lideraba Mölders informó que había destruido 500 aviones soviéticos desde el comienzo de las hostilidades el 22 de junio y que había sufrido tres bajas. También ese día, el JG 51 anunció su victoria 1200 en la guerra, mérito que se adjudicó el Hauptmann Richard Leppla. Tres días después, 15 de julio de 1941, Mölders superó la marca C, reclamando sus derribos 100 y 101, algo que celebró sobrevolando en redondo el aeródromo. Al día siguiente le comunicaron que iba a ser galardonado con la Cruz de Caballero de la Cruz de Hierro con Hojas de Roble, Espadas y Diamantes (Ritterkreuz des Eisernen Kreuzes mit Eichenlaub, Schwertern und Brillanten), primer militar alemán que la recibía de los 27 a los que se entregó durante la guerra. Los diamantes se le añadieron oficialmente a la Cruz de Caballero el 28 de septiembre de 1941, dos meses después de su concesión a Mölders. El 20 de julio consiguió el ascenso a Oberst (coronel), con efecto inmediato, y se le prohibió continuar volando en misiones de combate. Friedrich Beckh le sustituyó al frente del JG 51 y él fue trasladado al Ministerio de Aviación del Reich, un puesto temporal que ocupó hasta el 6 de agosto de 1941. Mölders fue requerido de nuevo en la Guarida del Lobo, donde Hitler le entregó los Diamantes de Cruz de Caballero el 26 de julio. El 7 de agosto de 1941, Werner Mölders fue nombrado inspector de cazas (Inspekteur der Jagdflieger).

### Alto mando

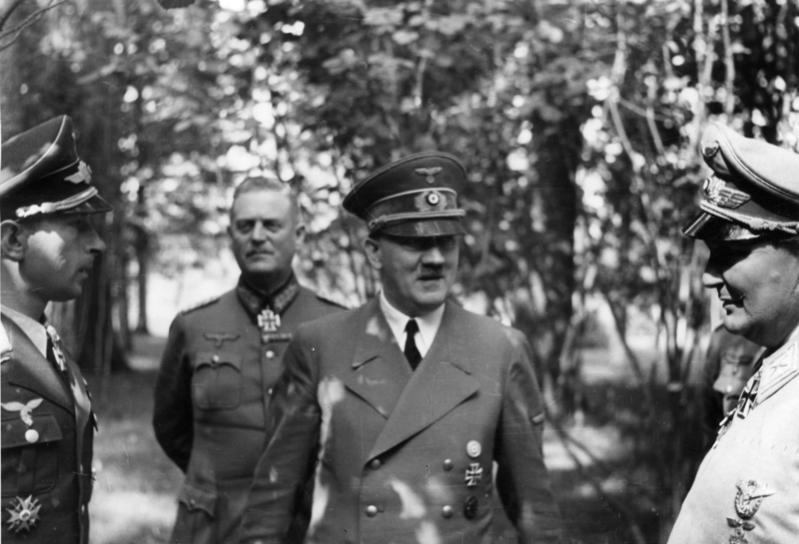
Werner Mölders (izquierda) visitando a Adolf Hitler el 27 de julio de 1941. En la foto también aparecen el general Wilhelm Keitel (al fondo) y el ministro de Aviación, Hermann Göring.

Con el rango de coronel a los veintiocho años, Mölders fue nombrado inspector general de cazas, un cargo responsable de decidir las doctrinas tácticas y operacionales de toda la estrategia de los cazas de la Luftwaffe. A su regreso de Rusia en septiembre de 1941, estableció un puesto de mando en el aeródromo de Chaplinka, desde el que pilotaba su avión Fieseler Fi 156 Storch particular y dirigía las operaciones de los cazas alemanes.
Mölders también voló de forma no oficial en varias misiones y dirigió activamente su antigua unidad, el JG 51, durante algunos meses. El 9 de agosto de 1941 llevó a Herbert Kaiser en misión de «aprendizaje» contra una formación de cazas soviéticos Ilyushin Il-2 Sturmovik, en la cual le enseñó como dispararles y derribarlos. Sobre esta misión dijo Kaiser: 

«Se colocó  a un lado y a cierta distancia del último Il-2 de una formación de seis. Giró rápidamente y abrió fuego contra la cabina del enemigo desde un ángulo de unos 30 grados. El Il-2 comenzó a arder enseguida y se estrelló. '¿Ves cómo se hace?' La voz del coronel Mölders llegó por el radiotransmisor. 'Ahora tú te encargarás del siguiente'. Realicé la misma maniobra y, efectivamente, el siguiente Il-2 cayó en llamas. ¡Y otra vez! Era como estar en un vuelo de entrenamiento. Otra ráfaga corta y el tercer Il-2 estaba ardiendo. ¡Toda la lección duró solo 12 minutos!».

De esta manera, Kaiser se anotó sus victorias 23 y 24. Sin embargo, debido a que Mölders tenía la prohibición oficial de volar en combate, el primer avión soviético derribado nunca se le acreditó. Se ha especulado si en los siguientes dos meses Werner Mölders pudo derribar de manera extraoficial alrededor de treinta aviones soviéticos y en los cuadernos de bitácora de sus pupilos hay registrados al menos seis victorias no oficiales del as alemán.

### Muerte

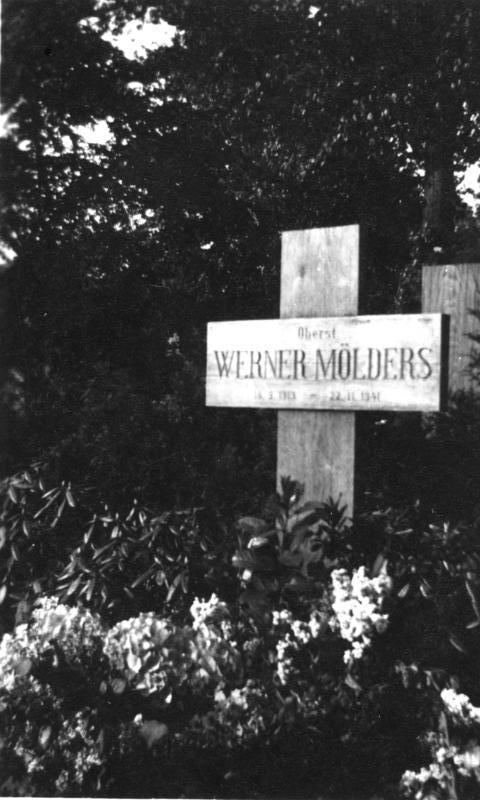
Tumba original de Werner Mölders (1941).

El 22 de noviembre de 1941, Mölders viajaba como pasajero en un Heinkel He 111 del Kampfgeschwader 27 «Boelcke» desde Crimea a Berlín para asistir al funeral de su superior Ernst Udet, que se había suicidado. Intentando aterrizar en Breslau durante una tormenta, el aparato se estrelló provocando la muerte de Mölders, del piloto, Oberleutnant Kolbe y del ingeniero de vuelo, Oberfeldwebel Hobbie. El mayor Wenzel y el operador de radio, Oberfeldwebel Tenz, sobrevivieron. Wenzel se rompió un brazo y una pierna además de sufrir una conmoción cerebral, mientras que Tenz se rompió un tobillo. Mölders murió porque se rompió la columna vertebral y se aplastó el pecho. Los investigadores han especulado desde entonces si el as alemán habría sobrevivido de haber llevado puesto el cinturón de seguridad.
A Werner Mölders se le concedió un funeral de Estado en Berlín el 28 de noviembre de 1941. Su féretro se colocó en el patio de honor del Ministerio de Aviación del Reich y la guardia de honor estuvo compuesta por Johann Schalk, Günther Lützow, Walter Oesau, Joachim Müncheberg, Adolf Galland, Wolfgang Falck, Herbert Kaminski y Karl-Gottfried Nordmann. El cañón antiaéreo de 88 mm del Tiergarten disparó una salva en su honor y Hermann Göring pronunció el panegírico. Mölders fue enterrado junto a Ernst Udet y Manfred von Richthofen en el cementerio Invalidenfriedhof de Berlín.

## Vida privada y personalidad
Mölders era conocido por su fuerte carácter y sus subordinados le apodaban Vati («Papi») en reconocimiento a su actitud paternal hacia ellos y lo que se preocupaba por su bienestar. Era además una persona muy creyente que exigía que los pilotos enemigos que eran capturados por todos los que estaban bajo su mando fueran tratados de manera adecuada, y a veces hasta incluso invitaba a los prisioneros de guerra a cenar con él.
| Era un táctico maravilloso. Mi admiración por él no tenía límites. Tenía mucho ingenio y una gran personalidad. Era el hombre con principios más elevados de cuantos he conocido. —Günther Rall, Jefe del Estado Mayor del Aire de la Luftwaffe durante la posguerra. |

Mölders contrajo matrimonio el 13 de septiembre de 1941 con Luise Baldauf, de soltera Thurner, viuda de un compañero que había muerto en combate. Erich Klawitter, mentor del piloto en su infancia, ofició el enlace celebrado en Falkenstein, Taunus. Entre los asistentes a la boda estuvieron el Leutnant Erwin Fleig y el Oberleutnant Hartmann Grasser. El matrimonio tuvo una hija póstuma, Verena.
Las autoridades nacionalsocialistas del Tercer Reich desaprobaron este matrimonio católico que ofició Klawitter, a quien se había impedido formar parte de la Cámara de Cultura del Reich (Reichskulturkammer) y era considerado políticamente poco fiable después de que en 1936 violase la llamada Ley del Púlpito, vigente en Alemania desde el Kulturkampf («Combate cultural») de la década de 1870 y que prohibía verter críticas negativas contra el estado en los sermones religiosos.

## Legado
La antigua unidad de combate de Werner Mölders, el Jagdgeschwader 51, fue rebautizada «Mölders» en su honor el 22 de noviembre de 1941, tan solo unas horas después de su muerte, y sus componentes comenzaron a lucir un brazalete con el nombre «Mölders». Su deceso, sin embargo, tuvo otros ecos. Poco después del accidente que costó la vida al aviador, el servicio de inteligencia británico lanzó un volante propagandístico sobre Alemania en el que se reproducía una carta supuestamente escrita por Mölders al preboste de la ciudad de Schwerin. En la misiva expresaba sus profundas creencias cristianas y aseveraba que, al encarar la muerte, muchos simpatizantes del nacionalsocialismo todavía encontraban fuerzas y coraje en el catolicismo.
La carta fue obra del periodista judío Sefton Delmer, jefe de la propaganda negra británica del Ejecutivo de Guerra Política. La prematura muerte del as de la aviación, justo después del suicidio de Ernst Udet, le presentó una gran oportunidad y su idea fue aprovechar la popularidad de Mölders en Alemania para distribuir esa carta en la que se aseveraba que las firmes creencias del aviador le habían llevado a oponerse al régimen nazi. La carta estuvo muy bien concebida pues no pedía directamente oponerse al estado y ni siquiera mencionaba a los nazis por su nombre, a los que se refería como «los impíos», pero cualquier lector alemán sabía lo que quería decir.
Esa carta falsa causó un gran revuelo entre las altas esferas del régimen nazi. En sus diarios, Joseph Goebbels, ministro de Propaganda del Reich, supone que la escribió y difundió alguien de la Iglesia católica alemana. Una recompensa de 100 000 Reichsmark, ofrecida por el propio Hitler, no consiguió ninguna pista sobre su origen. Las acciones represivas del régimen tampoco detuvieron su difusión.

### Honores en la posguerra

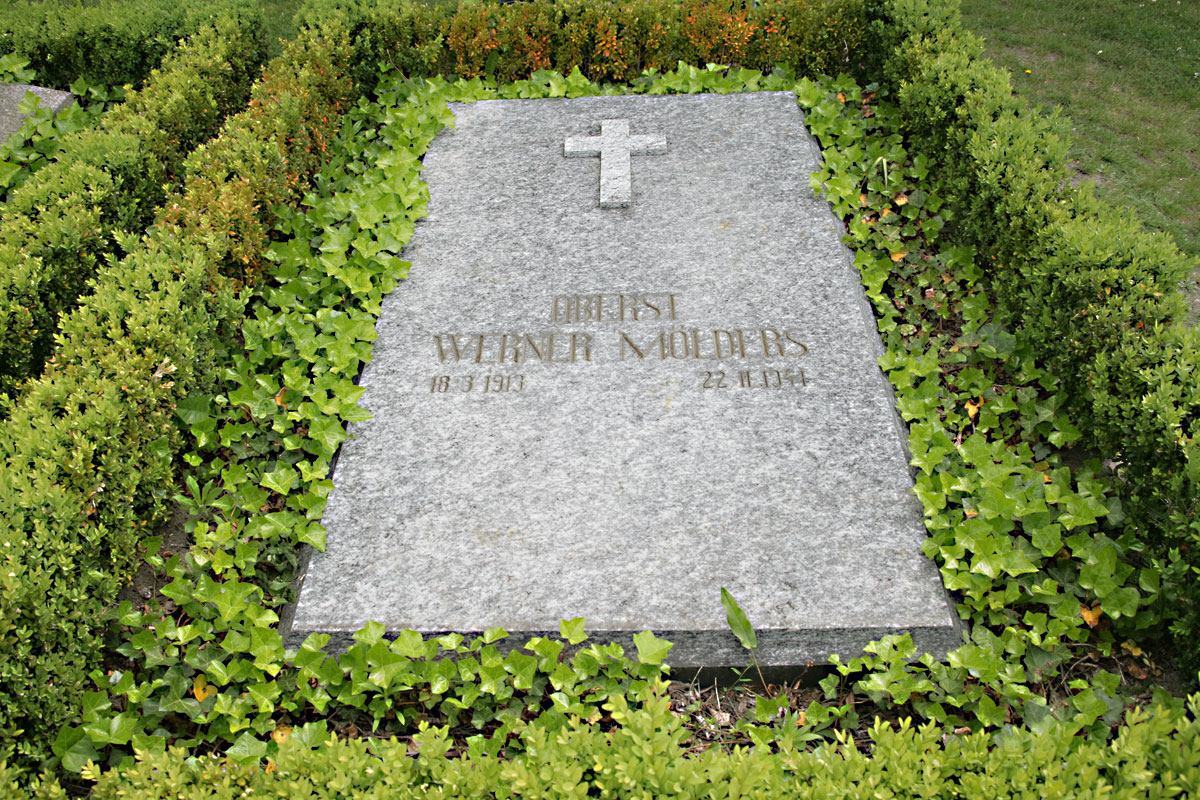
Tumba de Werner Mölders en el cementerio Invalidenfriedhof de Berlín.

El cementerio Invalidenfriedhof en el que está enterrado Mölders quedó dentro de Berlín Este y, en 1975, las autoridades de Alemania Oriental ordenaron nivelar todas las tumbas. Tras la reunificación alemana en 1990, su tumba fue reconstruida y dedicada de nuevo el 11 de octubre de 1991 por Heribert Rosal, antiguo compañero de escuela del aviador y canónigo de la Catedral de Santa Eduvigis de Berlín. A la ceremonia asistieron invitados de Estados Unidos, Reino Unido, Austria, España y Hungría.
Después de la guerra, el 13 de abril de 1968, un destructor de la Bundesmarine (la armada de Alemania Occidental) fue bautizado Mölders. El buque estuvo en servicio desde 1969 hasta 2003 y, en la actualidad, es un barco museo que se puede visitar en el Museo Naval de Wilhelmshaven. El 9 de noviembre de 1972, la base de un batallón del 34.º Regimiento del Bundeswehr (el ejército federal alemán) en la localidad de Visselhövede recibió el nombre «Mölders». Poco después, en 1973, el Ala de Caza 74 (Jagdgeschwader 74), estacionado en Neuburg an der Donau, también fue bautizado «Mölders» y el antiguo as de la aviación, teniente general Günther Rall, le entregó a sus miembros el brazalete.

### Retirada de honores
La carrera militar y el legado de Werner Mölders son un ejemplo de los desafíos que plantea el reconocimiento del heroísmo de las fuerzas armadas alemanas en el escenario cultural, político y social de la posguerra. En 1998, con ocasión del 61.º aniversario del bombardeo de Guernica por la Legión Cóndor durante la guerra civil española, el parlamento alemán decidió que los miembros de aquella fuerza aérea, entre ellos Mölders, «ya no debían ser honrados». En 2005, el Ministerio de Defensa de Alemania decidió retirar el sobrenombre «Mölders» del ala de caza JG 74. La decisión fue ratificada por el ministro de Defensa, Peter Struck, el 11 de marzo de 2005 y a las 10:00 horas de ese mismo día se eliminaron todas las banderas y estandartes que llevaban el apellido del as de la aviación.

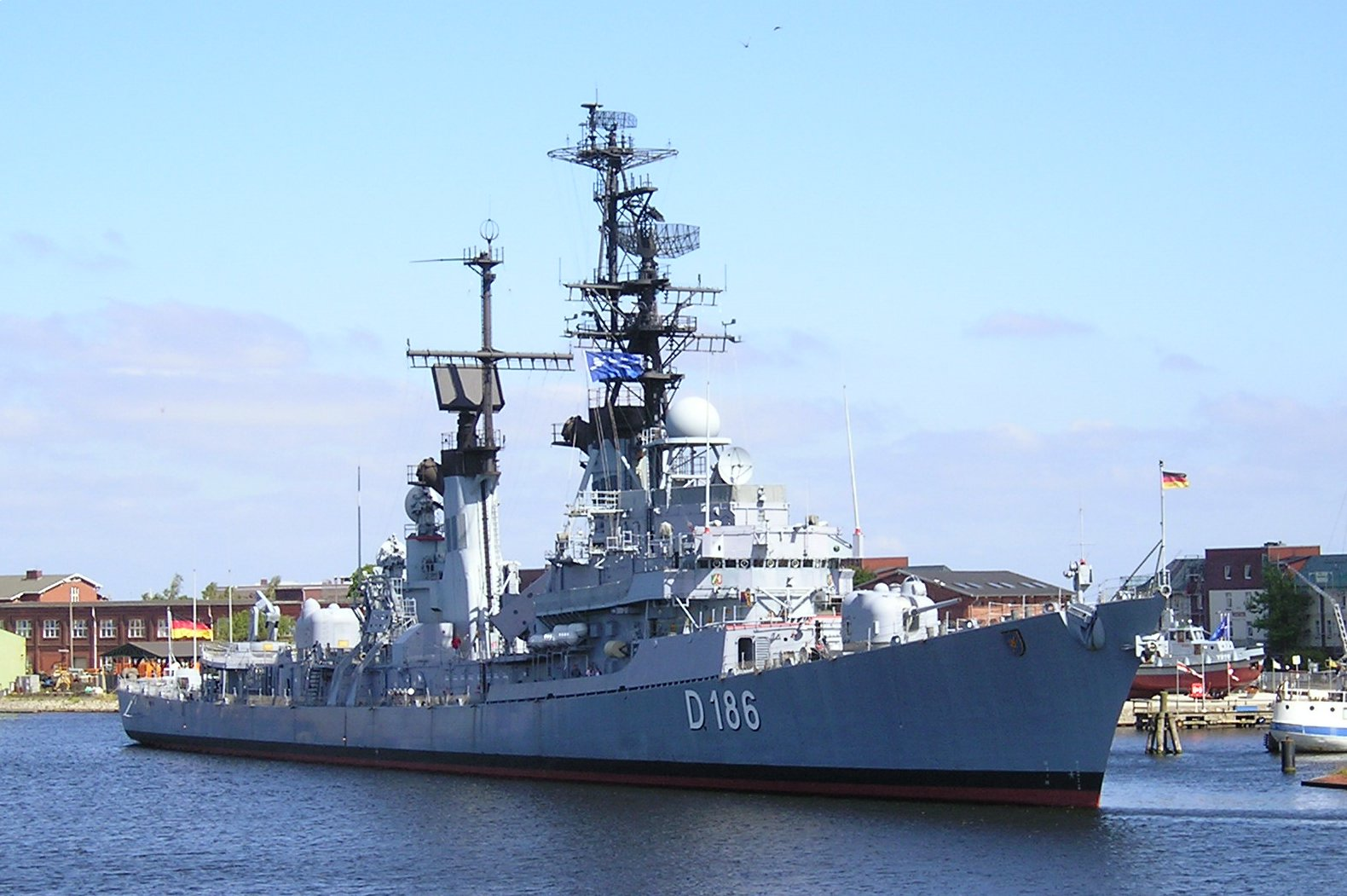
El destructor Mölders (D186), expuesto como barco museo en Wilhelmshaven.

Los defensores de la memoria de Mölders se opusieron a esta medida y señalaron que el aviador no había pisado España hasta mucho después del bombardeo de la localidad vasca. Asimismo, recordaron que el piloto manifestó siempre firmes creencias católicas y una actitud ambigua hacia el nazismo. En efecto, perteneció a la organización de jóvenes católicos Bund Neudeutschland («Unión para una Nueva Alemania»), de la que había sido uno de sus líderes entre 1929 y 1931. La Bund Neudeutschland era considerada una amenaza por el Tercer Reich por sus supuestas actividades subversivas contra el régimen. A pesar de las peticiones de políticos y militares de alto rango como Horst Seehofer, Günther Rall y Jörg Kuebart, la Oficina de Historia Militar de Alemania afirmó que eso no probaba si el piloto se había alejado lo suficiente del nacionalsocialismo. En consecuencia, la decisión se mantuvo.
Otra evidencia de la supuestamente distante relación de Mölders con el régimen nazi pudo ser su contacto con el obispo Clemens August Graf von Galen, que era muy crítico con el nazismo por las tácticas de deportación de la Gestapo y por la  aplicación de la eutanasia a enfermos mentales. Según el diario conservado por Heinrich Portmann, secretario del obispo, Mölders amenazó con renunciar a sus medallas si las afirmaciones de Von Galen se demostraban ciertas. Además, Portmann afirmó que Mölders llegó a pedir en persona a Hitler que se dejara en paz al obispo y este le dio su palabra de que así sería. En 2007 la Oficina de Historia Militar de Alemania confirmó que efectivamente hubo contactos entre Mölders y Von Galen.

## Sumario de su carrera

### Condecoraciones
- Medalla del Servicio de Larga Duración de la Wehrmacht, 4.ª Clase (2 de octubre de 1936)[71]
- Medalla de la Campaña (1936-1939) (España, 4 de mayo de 1939)[13]
- Medalla Militar (España, 4 de mayo de 1939)[13]
- Cruz española de Oro con Espadas y Diamantes (6 de junio de 1939)[13]
- Distintivo de Vuelo en el Frente a los pilotos de caza en Oro y Diamantes[72]
- Medalla de herido en Negro[72]
- Distintivo de Piloto/Observador en Oro con Diamantes (agosto de 1940)[73]
- Cruz de Hierro (1939)
  - 2.ª Clase (20 de septiembre de 1939)[13]
  - 1.ª Clase (2 de abril de 1940)[13]
- Cruz de Caballero de la Cruz de Hierro con Hojas de Roble, Espadas y Diamantes
  - Cruz de Caballero (29 de mayo de 1940) como Hauptmann y Gruppenkommandeur del III./Jagdgeschwader 53[74][75][76]
  - 2.ª con Hojas de Roble (21 de septiembre de 1940) como mayor y Geschwaderkommodore del Jagdgeschwader 51[74][77][78]
  - 2.ª con Espadas (22 de junio de 1941) como Oberstleutnant y Geschwaderkommodore del Jagdgeschwader 51[74][79][80]
  - 1.ª con Diamantes (15 de julio de 1941) como Oberst y Geschwaderkommodore del Jagdgeschwader 51[81][82]
- Mencionado once veces en el Wehrmachtbericht

### Rangos
| 1 de octubre de 1931:  | Fahnenjunker-Gefreiter                                      |
| 1 de abril de 1932:    | Fahnenjunker-Unteroffizier                                  |
| 1 de junio de 1933:    | Fähnrich                                                    |
| 1 de febrero de 1934:  | Oberfähnrich                                                |
| 1 de marzo de 1934:    | Leutnant                                                    |
| 20 de abril de 1936:   | Oberleutnant, efectivo desde el 1 de abril de 1936          |
| 18 de octubre de 1938: | Hauptmann (capitán), efectivo desde el 1 de octubre de 1938 |
| 19 de julio de 1940:   | Major (mayor)                                               |
| 25 de octubre de 1940: | Oberstleutnant (teniente coronel)                           |
| 20 de julio de 1941:   | Oberst (coronel)                                            |